# Prinsesse Nina af Grækenland og Danmark
Prinsesse Nina af Grækenland og Danmark (født Nina Nastassja Flohr; født 22. januar 1987) er en schweizisk forretningskvinde. Hun er medlem af den græske kongefamilie og den danske kongefamilie, som hustru til prins Philippos af Grækenland og Danmark, søn af Konstantin II af Grækenland.
Hun mødte Prins Philippos af Grækenland og Danmark, det yngste barn af Konstantin II af Grækenland og Anne-Marie af Danmark og en gudsøn af Diana, prinsesse af Wales, i 2018.